# Novembre 1949

## Évènements
- Le conservateur Laureano Gómez est élu président en Colombie au cours d’une élection anticipée à laquelle les libéraux ont refusé de participer (début de mandat le 7 août 1950). La tension s’aggrave.

- 2 novembre : à la conférence de la Table ronde de La Haye (août-décembre), les Hollandais acceptent de transférer la souveraineté sur la totalité de l’Indonésie, excepté la Nouvelle-Guinée occidentale, à la république des États-Unis d'Indonésie avant la fin de l’année. L’union toute symbolique avec les Pays-Bas sera dissoute officiellement en 1954.

- 7 novembre : 
  - constitution du Costa Rica, qui devient le premier pays à abolir l'armée.
  - Premier vol de l'hélicoptère Sikorsky S-55.

- 8 novembre : 
  - Figueres remet le pouvoir à Ulate au Costa Rica (fin en 1953).
  - Le traité franco-khmer abolit formellement le protectorat et reconnaît l'indépendance du Cambodge dans le cadre de l'Union française.

- 15 novembre : 
  - les élections en Syrie donnent 51 sièges sur 114 au parti du peuple.
  - Premier vol du bimoteur d'affaires Beechcraft Twin Bonanza.

- 21 novembre : l'ONU vote l'indépendance de la Libye et de la Somalie.

- 23 novembre : l’Union soviétique établit des relations diplomatiques avec Pékin et déclare à l’ONU ne plus reconnaître la Chine nationaliste.

- 27 novembre : élection présidentielle en Colombie

- 30 novembre, France : le haut-commissariat au Ravitaillement est supprimé. Suppression des tickets de rationnement. C’est la fin de neuf années de restrictions[1].

## Naissances
- Novembre : Will Ackerman, guitariste allemand.
- 3 novembre : Eduardo Ferro Rodrigues, homme politique portugais.
- 5 novembre : Germain Dulac, sociologue.
- 6 novembre : Arturo Sandoval, trompettiste et pianiste jazz cubain.
- 9 novembre : Paola Senatore, actrice italienne.
- 10 novembre : Brad Ashford, personnalité politique américaine († 19 avril 2022).
- 15 novembre : Kembo Mohadi, personnalité politique zimbabwéens.
- 16 novembre : Michel Daerden, homme politique belge († 5 août 2012).
- 20 novembre : Kenneth D. Cameron, astronaute américain.
- 24 novembre : Pierre Buyoya, Ancien président du Burundi et diplomate burundais († 17 décembre 2020).
- 27 novembre : 
  - Nick Discepola, homme politique fédéral provenant du Québec.
  - Yahia Gouasmi, homme politique franco-algérien († 22 juillet 2024).
- 28 novembre : Paul Shaffer, musicien, acteur, compositeur, scénariste et producteur.
- 29 novembre
  - Yvon Labre, joueur de hockey.
  - Stan Rogers, musicien folklorique et auteur-compositeur.
- 30 novembre : Érick Bamy, chanteur français et ex-choriste de Johnny Hallyday pendant 30 ans († 27 novembre 2014)

## Décès
- 19 novembre : James Ensor, peintre belge (° 13 avril 1860).

- 20 novembre : Alice Lounsberry, botaniste, dendrologue et autrice américaine  (° 6 novembre 1872)
- 21 novembre : Marie-Louise Le Manac'h, mécène.
- 26 novembre : Alexandre Roubtzoff, peintre russe naturalisé français (° 24 janvier 1884).
- 27 novembre : Charles F. Haanel, écrivain américain (° 22 mai 1866).